# Plaza Las Américas
Plaza Las Américas es un centro comercial de Hato Rey, San Juan, Puerto Rico, ubicado en la intersección de las rutas 18 y 22 Está cerca del Coliseo Roberto Clemente, el estadio Hiram Bithorn, y estudios de la WKAQ-TV. «Plaza», como es conocido por muchos puertorriqueños, fue el primer centro comercial cubierto construido en Puerto Rico. Es el centro comercial más grande en el Caribe y el segundo más grande de América Latina.

## Atributos notables
- Plaza Las Américas es considerado por muchos como el centro comercial más importante del Caribe.
- Es el centro comercial más grande del Caribe.[2]
- Las tiendas, Old Navy, Kidsongs, Aéropostale, Zara, Nine West, Pandora, Playero y la ex RadioShack son cada una de las más activas y de mayor recaudación en el mundo.
- Macy's de Plaza es la de mayor recaudación en el mundo de toda la cadena y también la primera en abrir fuera de América del Norte en el Caribe y América Latina.[3]
- Chili's de Plaza es la de más recaudación en el mundo.[4]
- La extinta Borders Books & Music fue la tienda de mayor recaudación en el mundo en toda su cadena.
- Plaza tiene la mayor tienda JCPenney en el mundo en un total de 4 pisos.
- Las tiendas Forever 21, Sephora y Abercrombie & Fitch ubicadas en el centro comercial fueron las primeras tiendas que cada cadena abrió en América Latina, junto con Victoria's Secret y Ch Carolina Herrera.
- Tiene el restaurante Romano's Macaroni Grill más grande del mundo.[5][6]
- Alberga el primer restaurante The Cheesecake Factory en el Caribe, inaugurado oficialmente el 28 de agosto de 2013.[7][8]
- El centro comercial produce aproximadamente 8.000 puestos de trabajo locales.
- El centro comercial tiene un impacto económico local de aproximadamente US $ 268 millones.
- El centro comercial cuenta con más de 11.000 espacios de estacionamiento.

## Tiendas ancla
- JCPenney (350,000 sf)[9]
- Sears (327,000 sf)[9]
- Macy's (255,000 sf)[9]

## Anclas subalterno
- Caribbean Cinemas (60,000 sf)
- Marshalls (45,000 sf)
- Forever 21 (40,000 sf)[10]
- Old Navy (32,000 sf)
- Kidsongs (32,000 sf)

## Ex tiendas
- CineVista Theatres
- Velazco
- Woolworth
- Galaxy Lanes
- Mother Earth

## Tiendas periféricas exteriores
- Kmart
- Rooms To Go
- OfficeMax
- Burlington Coat Factory
- Pueblo Supermarket
- Best Buy